# Костенюк, Александр Григорьевич
Александр Григорьевич Костенюк (род. 1935) — советский и российский государственный и общественный деятель. Председатель Оренбургского облисполкома (1981-1990). Депутат Совета Союза Верховного Совета СССР 11 созыва (1984-1989) от Оренбургской области. Член КПСС, делегат нескольких партийных съездов и конференций.

## Биография
Родился 18 декабря 1935 года в поселке Майский Ташлинского района Оренбургской области. По национальности — украинец.
Окончил в 1955 году Орский машиностроительный техникум Оренбургской области, в 1967 году Всесоюзный заочный финансово-экономический институт, в 1982 году Академию общественных наук при ЦК КПСС.
В 1955—1955 гг. — слесарь-сборщик Южуралмашзавода, г. Орск Оренбургской области.
В 1955—1958 гг. — служба в Советской Армии.
В 1958—1958 гг. — бригадир слесарей Южуралмашзавода, г. Орск Оренбургской области.
В 1958—1960 гг. — старший инженер-технолог Южуралмашзавода, г. Орск Оренбургской области.
В 1960—1961 гг. — секретарь комитета ВЛКСМ Южуралмашзавода, г. Орск Оренбургской области.
В 1961—1966 гг. — инструктор организационного отдела Орского горкома КПСС Оренбургской области.
В 1966—1966 гг. — заместитель заведующего организационным отделом Орского горкома КПСС Оренбургской области.
В 1966—1968 гг. — заместитель секретаря парткома механического завода, г. Орск Оренбургской области.
В 1968—1971 гг. — секретарь парткома механического завода, г. Орск Оренбургской области.
В 1971—1973 гг. — второй секретарь Орского горкома КПСС Оренбургской области.
В 1973—1976 гг. — заведующий промышленно-транспортным отделом Оренбургского обкома КПСС.
В 1976—1980 гг. — секретарь Оренбургского обкома КПСС.
В 1980—1991 гг. — председатель исполкома Оренбургского областного Совета народных депутатов.
Весной 1989 года избран народным депутатом СССР от Бугурусланского территориального избирательного округа № 245 Оренбургской области.
В 1991- н/в — генеральный директор ЗАО «Салмыш».
Был депутатом Законодательного собрания Оренбургской области трёх созывов.
С марта 2010 г. — Член Общественного совета Приволжского федерального округа по развитию институтов гражданского общества.

## Награды
- два ордена Трудового Красного Знамени
- Орден «Знак Почёта»
- Почётный гражданин Оренбургской области (7 декабря 2020) — за значительный вклад в развитие Оренбургской области и особые заслуги в сфере государственной и общественной деятельности
- две медали